# Progresso Associação do Sambizanga
Maillots
Actualités
Le Progresso Associação do Sambizanga est un club de football angolais basé à Luanda.

## Histoire
La création du club est datée du 17 novembre 1975, six jours après l'indépendance de l'Angola, à la suite d'une fusion de trois clubs, Juventude Unida do Bairro Alfredo (JUBA), Juventista et Vaza, tous issu du quartier de Sambizanga (anciennement Musseque Mota).
Dans les années 80, le club développe d'autres activités comme l'athlétisme, la voile, le tennis, le volleyball et les jeux d'échecs et également le football féminin.
Le club remporte son premier titre en 1996, en remportant la Coupe d'Angola. Lors de la coupe d'Afrique des vainqueurs de coupe le club en 1997 le club est éliminé dès le premier tour par le club gabonais Football Canon 105 de Libreville.
Après avoir joué dans plusieurs stades comme l'Estádio da Cidadela (40000 places) le club a racheté le Campo Mário Santiago et l'a rénové pour une capacité de 18000 places.

## Palmarès
- Coupe d'Angola : (1)
  - Vainqueur : 1996

- Supercoupe d'Angola (0)
  - Finaliste : 1997